# Victor Deneffe

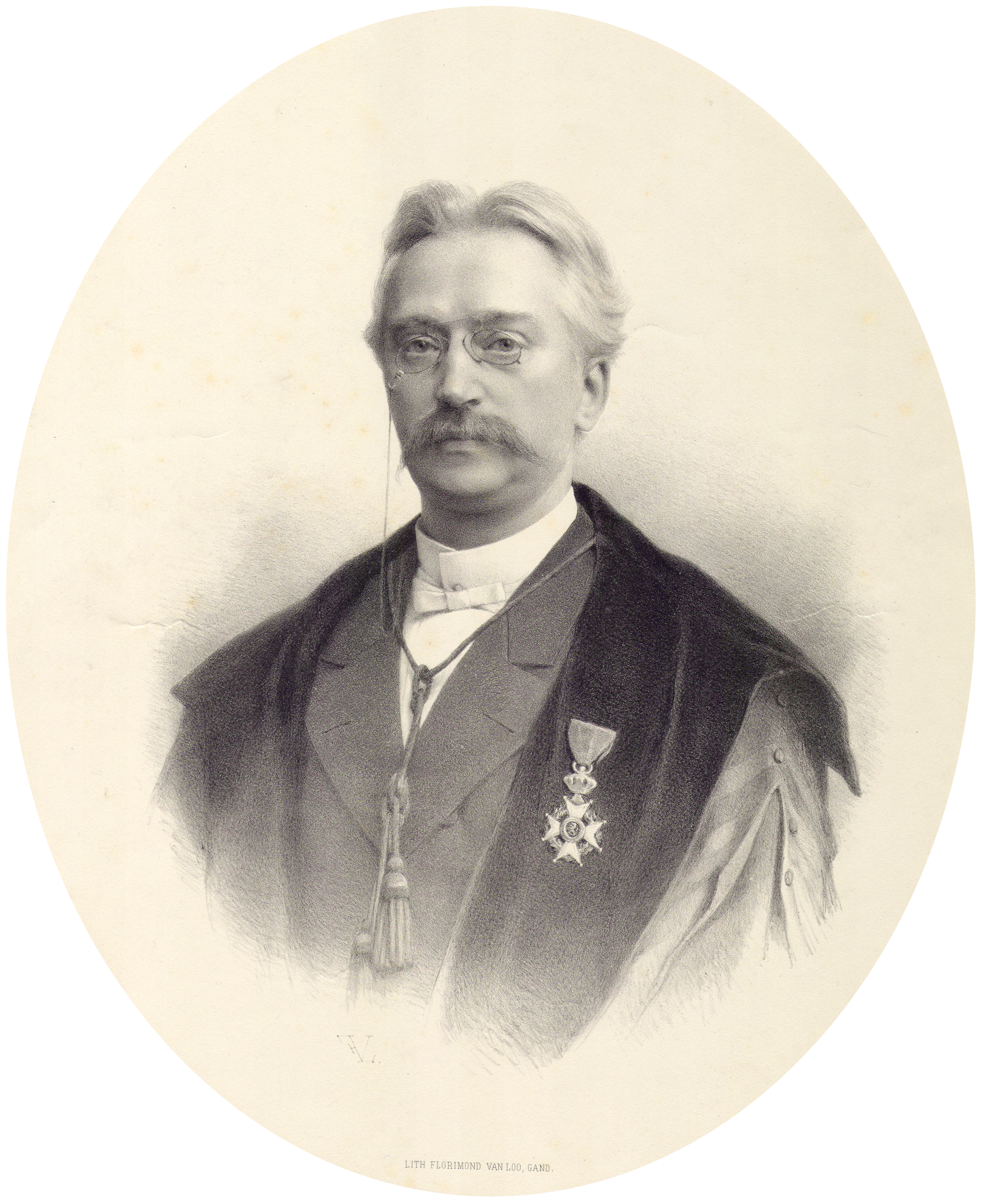
Victor Deneffe

Victor Deneffe (Namen, 23 juni 1835 - Gent, 10 juni 1908) was een Belgisch hoogleraar aan de Gentse universiteit en liberaal politicus.

## Levensloop
Deneffe studeerde geneeskunde aan de Gentse universiteit, en volbracht bijkomende studies aan de universiteiten van Londen en Parijs. Als doctor in de chirurgische wetenschappen doceerde hij in Gent aan de afdeling volkskunde, waar hij in 1873 hoogleraar werd. Van 1875 tot zijn emeritaat in 1905 leidde hij de dienst operatieve heelkunde in de Bijloke.
Hij zetelde als liberaal gemeenteraadslid in Gent van 1881 tot 1907, en engageerde zich voor de verbetering van de openbare gezondheidszorg.
Daarnaast had hij ook interesse in geschiedenis. Zo was hij betrokken in de redding van het Gravensteen. Een deel van zijn collectie wordt tentoongesteld in het Museum voor de Geschiedenis van de Geneeskunde.